# HTTPS

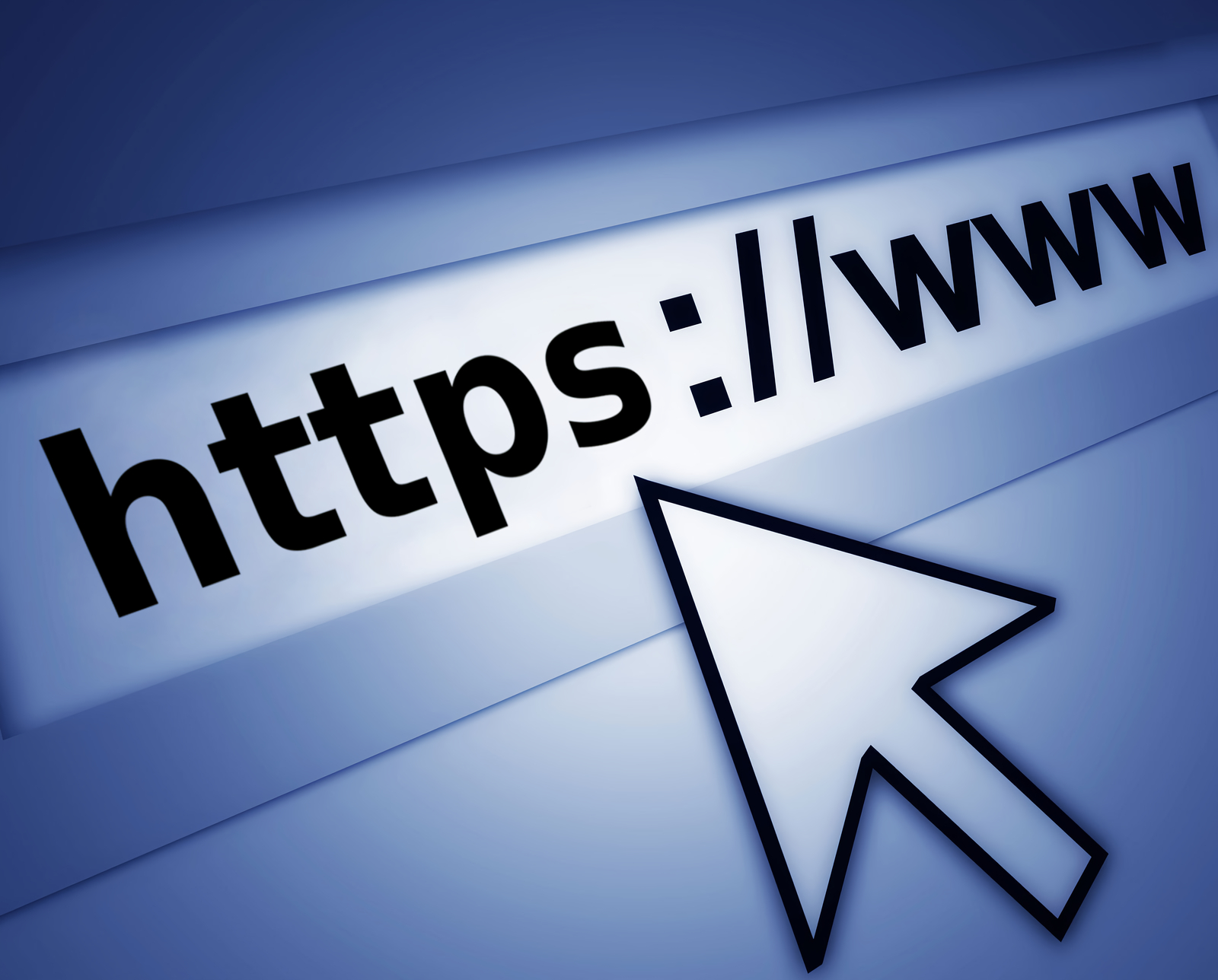

HTTPS(HyperText Transfer Protocol over Secure Socket Layer, HTTP over TLS, HTTP over SSL, HTTP Secure)는 월드 와이드 웹 통신 프로토콜인 HTTP의 보안이 강화된 버전이다. HTTPS는 통신의 인증과 암호화를 위해 넷스케이프 커뮤니케이션즈 코퍼레이션이 개발한 넷스케이프 웹 프로토콜이며, 전자 상거래에서 널리 쓰인다.
HTTPS는 소켓 통신에서 일반 텍스트를 이용하는 대신에, SSL이나 TLS 프로토콜을 통해 세션 데이터를 암호화한다. 따라서 데이터의 적절한 보호를 보장한다. HTTPS의 기본 TCP/IP 포트는 443이다.
보호의 수준은 웹 브라우저에서의 구현 정확도와 서버 소프트웨어, 지원하는 암호화 알고리즘에 달려있다.
HTTPS를 사용하는 웹페이지의 URI는 'http://'대신 'https://'로 시작한다.

## 역사
넷스케이프 커뮤니케이션스는 1994년에 넷스케이프 내비게이터 웹 브라우저를 위해 HTTPS를 개발하였다. 원래 HTTPS는 SSL 프로토콜과 함께 사용되었다. SSL이 전송 계층 보안(TLS)으로 발전했을 때 2000년 5월 HTTPS는 공식적으로 RFC 2818에 규정되었다.

## 통계

### 대한민국
2017년 3월 기준으로, HTTPS는 한국 전체 등록 도메인 중 3.06%가 사용하고 있다.
2019년 2월, 방송통신위원회는 대한민국 정부와 협력하여 불건전한 내용과 저작권 침해를 원천 차단하겠다는 명목으로 HTTPS를 통한 해외 사이트 접속을 막는 인터넷 검열 방안을 발표 및 실시하였다. 이 방식은 암호화의 인증 과정에서 주고받게 되는 SNI 패킷을 보고 웹사이트 접속을 차단하는 방식으로, 본래 방송통신심의위원회에서는 해당 위원회에서 지정한 '유해 사이트'에 국민들이 접속하지 못하도록 URL 접근을 특수한 사이트로 강제 우회시키고 있었는데, HTTPS를 통한 접속이 많아지면서 실용성이 없어지자 이같은 방안을 따르도록 국내 통신사들에 명령하였다.HTTPS는 암호화된 패킷을 전송한다는 점에서 우수한 보안성을 자랑해 HTTPS 내용을 읽고 차단하기 위해선 암호화되기 전 내용을 읽어 차단해야되며, 이런 원리를 이해해 도메인 네임 서버 우회 방식을 이용해 계속 사용하는 경우가 생겨났다. 하지만 일반 사용자는 이용하기에 어려움이 있어 VPN을 사용했지만, 최근엔 유니콘HTTPS 우회 프로그램 등이 출시되면서 국가 IP 주소 변경, 개인 접속 기록을 남기지 않는 경우가 아니라면 어플만으로 손쉽게 우회가 가능해졌다.

## 같이 보기
- 컴퓨터 보안